# Ryes (Carolina del Norte)
Ryes es un área no incorporada ubicada del condado de Harnett en el estado estadounidense de Carolina del Norte. La comunidad se encuentra a lo largo de la U.S. Route 421 en el municipio de Alta Little River de condado de Harnett entre las comunidades de Seminole y Mamers. 